# Веб-устройство

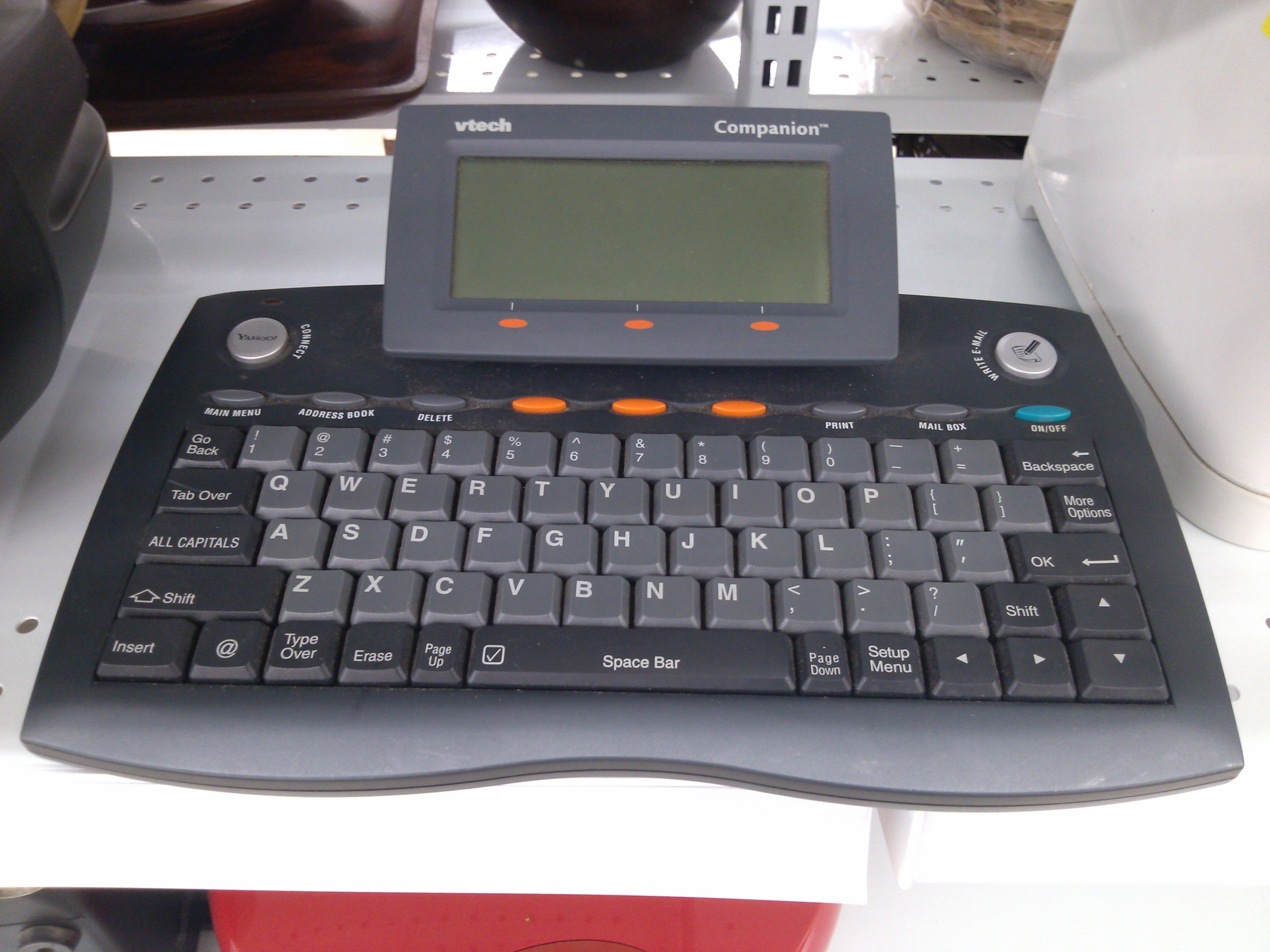
VTech модель 80-36447 — это типичное интернет-устройство. На консоли особо выделена кнопка которая вызывает открытие веб-портала Yahoo!

Веб-устройство (англ. Web-device или Web-устройство, или устаревший термин: англ. Internet appliance) — цифровое устройство (не только компьютер), имеющее возможность быть постоянно подключенным к сети интернет и используемое для взаимодействия с какими-либо веб-службами. Большинство современных веб-устройств предоставляют удобный способ запуска веб-приложений и веб-серфинга (просмотра веб-сайтов и веб-страниц во всемирной паутине).

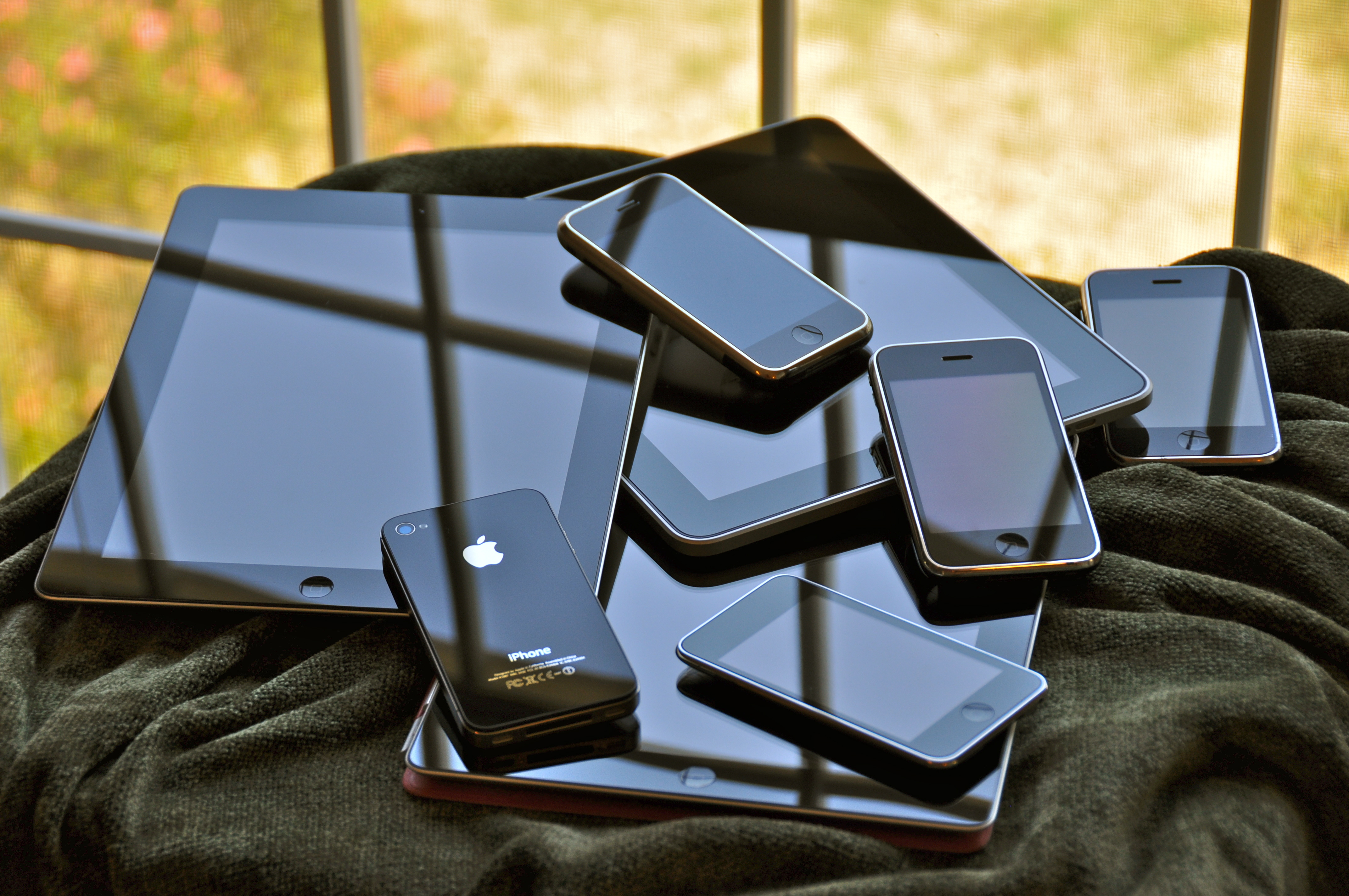
Устройства компании Apple Inc.: различные модели iPad, iPhone и iPod touch — все они как считал Стив Джобс являются примерами «пост-ПК устройств».

Веб-устройства также относят к устройствам посткомпьютерной эпохи (англ. Post-PC era), которые характеризуется такими качествами как: мобильность и портативность (с минимальным потреблением электроэнергии), простые и понятные пользовательские интерфейсы (например сенсорный экран управляемый пальцами) и лёгкая доступность подключения к Интернету, в том числе использование облачных сервисов и открытых веб-стандартов, а также мобильных приложений с возможностью беспрепятственной синхронизации информации между различными устройствами. Предполагается, что со временем они могут вытеснить и заменить большую часть привычных персональных компьютеров с ИТ-рынка.

## Особенности веб-устройств
Главная особенность веб-устройств — это доминирование веб-приложений над обычными функциями устройства. Ключевая роль при этом в операционной системе веб-устройства отводится браузеру. Стратегия создания веб-устройств подразумевает архитектуру, нетребовательную к аппаратному обеспечению компьютера, используемого для выхода в сеть интернет.

На презентации интернет-планшета Apple iPad 2 Стив Джобс сказал: «… Технологии неотделимы от гуманитарных наук — и это утверждение как никогда справедливо для устройств посткомпьютерной эпохи. Конкуренты пытаются нащупать оптимальный баланс в новых моделях персональных компьютеров. Это не тот путь, который выбирает Apple — на самом деле, будущее за посткомпьютерными устройствами, которые проще и понятнее привычных PC».

В реализации концепции веб-устройств прослеживается тенденция переноса центра тяжести с ПК пользователя на Интернет-ресурсы и соответствует идеологии «облачных вычислений» (англ. Cloud computing).
С помощью веб-устройств практически реализуются концепции SaaS и DaaS, становящиеся доступными для широкого круга конечных пользователей. Это снимает с пользователей необходимость выполнения функций системного администратора: получения (скачивания) дистрибутивов, установки и обновления приложений. Потеря устройства (например интернет-планшета) становится менее критична, поскольку получить доступ к своим данным можно с любого другого веб-устройства.

За веб-устройствами будущее, 3 июня 2010 года. Глава Hewlett-Packard Марк Хард, выступая на конференции, заявил, что операционная система Palm webOS позволит компании выпустить «десятки миллионов небольших web-устройств» подключенных к сети Интернет, которые будут окружать человека в его повседневной жизни.

## Список веб-устройств
К веб-устройствам можно отнести:
- Ультрамобильный ПК — спецификация на мобильные компьютеры небольшого размера разработанная компаниями Microsoft, Intel, Samsung и рядом других участников.
- Мобильное интернет-устройство — компактные персональные компьютеры с размером диагонали экрана 4-7 дюймов (10,2—17,8 см), предназначенные в первую очередь для просмотра веб-страниц и работы с веб-сервисами;
- Интернет-планшет — тип компьютеров, относящихся к планшетным компьютерам и совмещающих в себе лучшие качества ноутбука и смартфона в одном устройстве. Интернет-планшет позволяет работать в сети интернет при помощи пальцев, без использования клавиатуры и мыши;
- Нетбук — небольшой ноутбук, предназначенный для выхода в Интернет и работы с офисными приложениями. Отличается компактными размерами (диагональ экрана 7—12 дюймов, или 17,8—30,5 см), небольшим весом, низким энергопотреблением и относительно невысокой стоимостью;
- Смартбук — небольшой ноутбук, предназначенный для выхода в Интернет и работы с офисными приложениями. Ключевая особенность — это наличие в стандартной комплектации связи 5G, как у смартфонов, ярким представителем этого семейства является например Chromebook;
- WebTV — представляет собой устройство, которое подключается к телевизору с RCA и позволяет выполнять интернет-серфинг с дистанционным управлением;
- Веб-камера — цифровая видео или фотокамера, способная в реальном времени фиксировать изображения, предназначенные для дальнейшей передачи по сети интернет (в программах типа Instant Messenger или в любом другом видеоприложении);
- Интернет-принтер — принтер с функцией подключения к интернету, без необходимости подключения к компьютеру;
- Смарт-холодильник — бытовой холодильник, имеющий встроенный компьютер с постоянным подключением к сети интернет и плоский монитор на фронтальной панели;
- Смарт-кондиционер — бытовой кондиционер, имеющий встроенный компьютер с постоянным подключением к сети интернет, что обеспечивает удаленное управление, мониторинг, самодиагностику и загрузку программ кондиционера на расстоянии.